# Ktyrimisca griseicolor
Ktyrimisca griseicolor är en tvåvingeart som först beskrevs av Pavel Lehr 1964.  Ktyrimisca griseicolor ingår i släktet Ktyrimisca och familjen rovflugor. Inga underarter finns listade i Catalogue of Life.